# Parapachymorpha zomproi
Parapachymorpha zomproi är en insektsart som beskrevs av Fritzsche och Bubpa Gitsaga 2000. Parapachymorpha zomproi ingår i släktet Parapachymorpha och familjen Phasmatidae. Inga underarter finns listade i Catalogue of Life.